# Monopetalotaxis doleriformis
Monopetalotaxis doleriformis is een vlinder uit de familie wespvlinders (Sesiidae), onderfamilie Sesiinae.
Monopetalotaxis doleriformis is voor het eerst wetenschappelijk beschreven door Walker in 1856. De soort komt voor in het Afrotropisch gebied.